# Emetine
Emetine là một loại thuốc được sử dụng như là một chất chống nguyên sinh và gây nôn. Nó được sản xuất từ gốc ipecac. Nó lấy tên từ đặc tính nôn của nó.

## Chuẩn bị sớm
Cơ chế hoạt động của emetine đã được nghiên cứu bởi François Magendie trong thế kỷ XIX.
Việc sử dụng sớm emetine là dưới dạng uống bằng cách chiết xuất từ gốc ipecac, hoặc ipecacuanha. Chiết xuất này ban đầu được cho là chỉ chứa một loại alkaloid, emetine, nhưng được tìm thấy có chứa một số, bao gồm cephaeline, psychotrine và những loại khác. Mặc dù liệu pháp này đã được báo cáo là thành công, nhưng chiết xuất gây nôn ở nhiều bệnh nhân làm giảm công dụng của nó. Trong một số trường hợp, nó đã được dùng với opioid để giảm buồn nôn. Các đề xuất khác để giảm buồn nôn liên quan đến việc phủ thuốc để cho phép nó được giải phóng sau khi tiêu hóa trong dạ dày.

## Dùng làm thuốc chống amip
Việc xác định emetine là một tác nhân mạnh hơn đã cải thiện việc điều trị bệnh amip. Mặc dù sử dụng emetine vẫn gây buồn nôn, nhưng nó hiệu quả hơn so với chiết xuất thô của rễ ipecac. Ngoài ra, emetine có thể được dùng dưới da mà vẫn gây buồn nôn, nhưng không đến mức có kinh nghiệm trong việc uống.
Mặc dù nó là một chất chống độc mạnh, thuốc cũng có thể can thiệp vào các cơn co thắt cơ, dẫn đến suy tim trong một số trường hợp. Bởi vì điều này, trong một số sử dụng, nó được yêu cầu phải được quản lý trong bệnh viện để có thể giải quyết các tác dụng phụ.

## Thuốc khử nước
Dehydroemetine là một tác nhân chống nguyên sinh tổng hợp tương tự như emetine trong đặc tính chống amip và cấu trúc (họ chỉ khác nhau trong một liên kết đôi bên cạnh các nhóm etyl), nhưng nó tạo ra ít tác dụng phụ hơn.

## Cephaeline
Cephaeline là một đồng phân desmethyl của emetine cũng được tìm thấy trong gốc ipecac.

## Sử dụng trong việc ngăn chặn tổng hợp protein
Emetine dihydrochloro hydrate được sử dụng trong phòng thí nghiệm để ngăn chặn sự tổng hợp protein trong các tế bào nhân thực. Nó thực hiện điều này bằng cách liên kết với tiểu đơn vị 40S của ribosome. Do đó, điều này có thể được sử dụng trong nghiên cứu về sự thoái hóa protein trong các tế bào. Các đột biến kháng với emetine bị thay đổi trong tiểu đơn vị ribosome 40S (protein S14), và chúng biểu hiện tính kháng chéo với cryptopleurine, tylocrebrine, cephaeline và tubulinine, nhưng không phải là chất ức chế tổng hợp protein khác. Các hợp chất mà các đột biến này thể hiện tính kháng chéo đã được chứng minh là có chung các yếu tố quyết định cấu trúc chung với emetine chịu trách nhiệm cho các hoạt động sinh học của chúng.

## Sinh tổng hợp

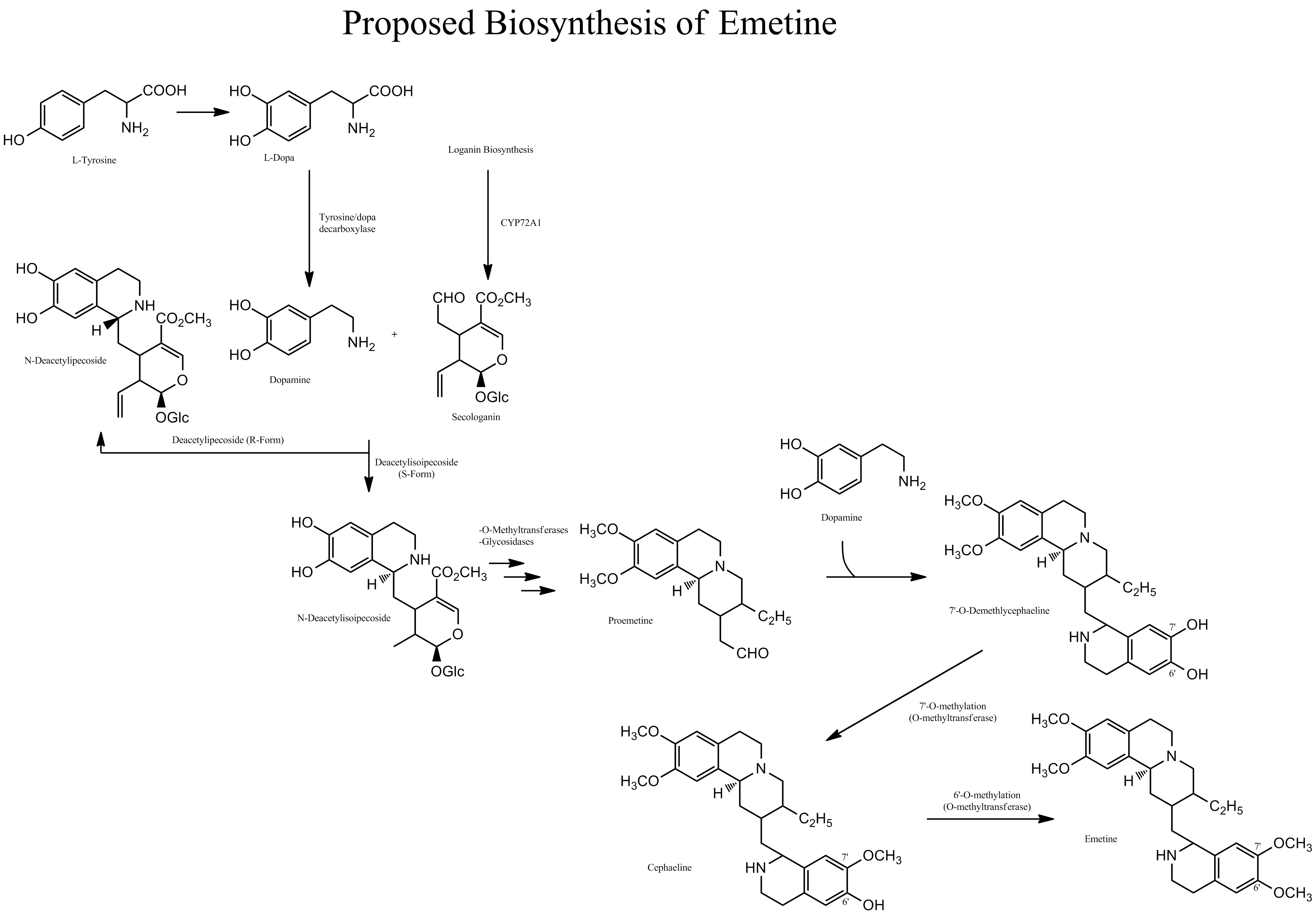
Đề xuất sinh tổng hợp emetine

Sinh tổng hợp cephaeline và emetine đến từ hai con đường sinh tổng hợp chính: sinh tổng hợp Dopamine từ L-tyrosine và sinh tổng hợp secologanin từ geranyl diphosphate. Sinh tổng hợp bắt đầu từ phản ứng giữa dopamine và secologanin tạo thành N-deacetylisoipecoside (dạng S) và N-deacetylipecoside (dạng R). Dạng S sau đó trải qua phản ứng kiểu hình ảnh Pictet- Spengler, sau đó là một loạt các phản ứng methyl hóa và loại bỏ glucose, với O-methyltransferase và glycosidase, để tạo thành proroine. Proemetine sau đó phản ứng với một phân tử dopamine khác để tạo thành 7'-O-demethylcephaeline. Các sản phẩm cuối cùng sau đó được sản xuất với 7'-O-methyl hóa để tạo ra cephaeline và 6'-O-methyl hóa liên tiếp để tạo ra emetine.

## Tác dụng phụ
Nặng hoặc quá mức của emetine có thể có nguy cơ phát triển bệnh cơ gần và/hoặc bệnh cơ tim.

## Nghiên cứu
Một nghiên cứu năm 2018  tại Đại học Princeton và Đại học Thomas Jefferson đã chứng minh rằng emetine ngăn chặn sự lây lan của virus dại bên trong các tế bào thần kinh, nhưng cơ chế chính xác vẫn đang được nghiên cứu. Emetine không có tác dụng trong việc vận chuyển endosome mà không có virus dại. (Bệnh dại nằm trong nội nhũ thần kinh). Nhưng các endosome mang virus đã hoàn toàn bất động hoặc chỉ có thể di chuyển khoảng cách ngắn với tốc độ chậm hơn bình thường.